# Varv och Styra församling
Varv och Styra församling var en församling i Linköpings stift inom Svenska kyrkan i Motala kommun. Församlingen uppgick 2006  i Aska församling.
Församlingskyrka var Varv och Styra kyrka.

## Administrativ historik
Församlingen bildades 1862 genom sammanläggning av  Varvs och Styra församlingar.
Från 1862 till 1 maj 1922 utgjorde den sammanslagna församlingen ett eget pastorat. Från 1 maj 1922 till 1962 var församlingen moderförsamling i pastoratet Varv och Styra, Ekebyborna och Ask. Från 1962 till 2006 var den moderförsamling i pastoratet Varv och Styra, Fivelstad, Hagebyhöga, Orlunda och Västra Stenby. Församlingen uppgick 2006 i Aska församling.
Församlingskod var 058323.

## Kyrkoherdar
Lista över kyrkoherdar i församlingen. Prästbostaden låg vid Varvs gamla kyrka.
| Ämbetstid | Namn                      | Levnadstid | Övrigt |
| --------- | ------------------------- | ---------- | ------ |
| 1862-1866 | Anders Gustaf Hällströmer | 1791-1866  |        |
| 1866-1877 | Pehr Blomberg             | 1802-1877  |        |
| 1877-1883 | Andreas Peter Fries       | 1837-1883  |        |
| 1883-1888 | Gustaf Ulrik Fischer      | 1838-1888  |        |
| 1889-1919 | Frans Oskar Fransén       | 1854-1919  |        |

### Komministrar
Lista över komministrar i församlingen. Komministertjänsten drogs in 1 maj 1871.
| Ämbetstid | Namn                  | Levnadstid | Övrigt |
| --------- | --------------------- | ---------- | ------ |
| 1862-1868 | Carl Adolf Gustafsson | 1803-1868  |        |

## Klockare, kantor och organister
| Ämbetstid | Namn             | Levnadstid | Övrigt                |
| --------- | ---------------- | ---------- | --------------------- |
| –1898     | August Lindqvist | 1827–1900  | Klockare och organist |
| –1919     | Janne Larsson    | –1942      | Klockare och organist |
| 1920–     | Henrik Bergling  |            | Organist och klockare |